# Delitto capitale (diritto)
Il delitto capitale è stato un reato di omicidio aggravato costituzionale in Gran Bretagna, Irlanda del Nord e Repubblica d'Irlanda, che è stato successivamente adottato come disposizione legale per definire alcune forme di omicidio aggravato negli Stati Uniti. In alcune zone degli Stati Uniti, questo termine definisce un certo tipo di reati di omicidio aggravato: un delitto capitale rappresenta un qualsiasi omicidio che renda l'autore ammissibile alla pena di morte.

## Regno Unito
Nel Regno Unito, questo reato è stato stabilito dalla sezione 5 della legge sull'omicidio del 1957. In precedenza tutti gli omicidi comportavano la condanna alla pena di morte, ma la legge del 1957 restrinse la pena di morte ai seguenti casi: 
- Tentato omicidio o favoreggiamento al furto; s.5 (1) (a)
- Omicidio con arma da fuoco o causato da un'esplosione; s.5 (1) (b)
- Tentato omicidio o con lo scopo di resistere, evitare o prevenire un arresto legittimo o di effettuare o assistere una fuga o sottrarre alla custodia legale; s.5 (1) (c)
- Omicidio di un agente di polizia che stia compiendo il suo dovere, o di una persona che assista un agente di polizia che agisca in tal modo; s.5 (1) (d)
- Omicidio di un ufficiale penitenziario che stia compiendo il suo dovere, o di una persona che assista un funzionario penitenziario in tal modo, compiuto da un individuo prigioniero nel momento in cui lo stesse commettendo o ne avesse preso parte; s.5 (1) (e).

In tutti gli altri casi l'omicidio comportava la pena obbligatoria dell'ergastolo. 
La Sezione 1 della legge sull'omicidio del 1965 (abolizione della pena di morte) ha abolito la categoria separata del delitto capitale, e tutti gli omicidi oggi comportano la pena obbligatoria dell'ergastolo.

## Irlanda del Nord
Nell'Irlanda del Nord, questo reato è stato stabilito dalla sezione 10 della legge penale del 1966 (Irlanda del Nord) – in inglese Criminal Justice Act.
Durante il processo di un atto di accusa per delitto capitale, la giuria non poteva rispondere con un verdetto alternativo all'accusa di reato in tale atto ai sensi della sezione 6 (2) della legge penale del 1967 (Irlanda del Nord). 
Le sezioni 1 (4) e (5) della legge del 1973 sull'Irlanda del Nord (disposizioni di emergenza) recitano: 
(5) In this section "capital murder" means a murder which immediately before the commencement of this Act is a capital murder within the meaning of section 10 of the Criminal Justice Act (Northern Ireland) 1966.»
(5) In questa sezione "delitto capitale" vale a dire un omicidio che immediatamente prima dell'entrata in vigore della presente legge è un delitto capitale ai sensi della sezione 10 della legge penale del 1966 (Irlanda del Nord).»

## Irlanda
Vedi le sezioni 1 (1) (b) e 3 della legge penale del 1964 (entrambe le quali oggi sono abrogate) e la sezione 8 della legge penale del 1990 . 

## Stati Uniti

### Significato legale
Il termine "delitto capitale" viene usato solo in otto stati degli Stati Uniti; tuttavia, il governo federale degli Stati Uniti e 29 stati ammettono ad oggi la pena capitale e ognuno di essi adotta una propria terminologia per un reato punibile con la morte. Nella maggior parte degli stati, viene utilizzato il termine "omicidio di primo grado"; altri adotterebbero il termine "omicidio aggravato" (come ad esempio a New York, in Ohio, Oregon, Utah e Vermont), e alcuni lo definiscono semplicemente "omicidio". Gli otto stati che usano il termine "delitto capitale" sono Alabama, Arkansas, California, Kansas, Mississippi, New Hampshire, Texas e Virginia. Lo stato della Georgia adotta il termine "omicidio doloso" (Malice Murder). 
Non tutti i reati sono paralleli tra gli stati. In alcuni, l'omicidio di primo grado ha un significato molto ampio definito da una serie di circostanze, solo alcune delle quali rendono un imputato idoneo all'esecuzione. In altre giurisdizioni, un reato che comporti la pena di morte è rigorosamente definito ed è separato da altri reati simili. 
Sebbene le definizioni legali siano varie, il delitto capitale negli Stati Uniti solitamente sta a significare un omicidio in cui vengono coinvolti uno o più dei seguenti fattori: 
- La vittima è un ufficiale di polizia, un vigile del fuoco, un paramedico o un analogo professionista della pubblica sicurezza e viene ucciso mentre è in servizio
- La vittima viene uccisa mentre si commette un altro crimine violento, come rapina a mano armata, rapimento, incendio doloso, ecc. (in inglese Felony murder, "concorso in omicidio")
- La vittima viene torturata, violentata o aggredita sessualmente, in particolar modo se la vittima è un/a bambino/a
- Vengono commessi omicidi multipli tra di loro
- Omicidio su commissione
- Terrorismo
- L'omicidio era a sfondo razziale

Alcuni stati potrebbero includere altri fattori che equivalgono ad un delitto capitale o al suo equivalente legale.

### Pene
I reati capitali negli Stati Uniti non sono punibili esclusivamente con la morte. La maggior parte degli Stati offre ai tribunali la possibilità di imporre la pena di morte o l'ergastolo in caso di condanna, sebbene pene minori siano rare e in alcuni casi giuridicamente impossibili. A seconda dello stato, la sentenza può essere determinata dal giudice che presiede o dalla giuria. 
La corte suprema degli Stati Uniti ha stabilito delle limitazioni per l'adozione della pena di morte e ne ha vietato l'utilizzo nei casi in cui l'autore del reato sia incapace di intendere e volere, o avesse meno di 18 anni al momento dell'infrazione.